# Маріо Джеріні
Маріо Джеріні (італ. Mario Gerini, 23 липня 1903, Чизано-суль-Нева - 24 березня 1943 , Середземне море)- італійський військовик, учасник Другої світової війни.

## Біографія
Маріо Джеріні народився 23 липня 1903 року в Чизано-суль-Нева. У 1917 році вступив до Військово-морської академії в Ліворно, яку закінчив у 1922 році у званні гардемарина. Ще будучи курсантом, брав участь у Першій світовій війні.
Після отримання звання лейтенанта пройшов навчання за спеціальністю гідрографія та брав участь в гідрографічних експедиціях в Киренаїці та Триполітанії. Отримавши звання капітана III рангу, протягом 1935-1939 років командував есмінцями «Монцамбано», «Калатафімі», «Франческо Нулло» та міноносцем «Айроне». На борту останнього брав участь в окупації Албанії у 1939 році, за що був нагороджений бронзовою медаллю «За військову доблесть».

### Друга світова війна
Після вступу Італії у Другу світову війну Маріо Джеріні у званні капітана II рангу був призначений у міністерство військово-морських сила. У січні 1942 року призначений на лінкор «Вітторіо Венето» начальником штабу 9-ї морської дивізії.
У березні 1943 року Маріо Джеріні був призначений командиром есмінця «Аскарі», що здійснював супровід конвоїв, що перевозили німецькі війська в Туніс. 
23-24 березня з'єднання з групи есмінців («Аскарі», «Ланцеротто Малочелло», «Леоно Панкальдо» і «Каміча Нера») під командуванням Маріо Джеріні ескортувало транспортний конвой з німецькими військами до Тунісу.
О 7:18 24 березня «Ланцеротто Малочелло» недалеко від мису Бон підірвався на міні і зупинився через серйозні пошкодження. Маріо Джеріні наказав «Леоно Панкальдо» і «Каміча Нера» продовжувати рух до пункту призначення (куди вони прибули неушкодженими). «Аскарі» ж зупинився, щоб врятувати екіпаж та пасажирів пошкодженого «Ланцеротто Малочелло». Корабель вів рятувальні роботи, коли впродовж короткого періоду часу отримав декілька пошкоджень від підриву на мінах, встановлених напередодні британським мінним загороджувачем «Абдель».
О 8:45, попри мужні дії екіпажів обох есмінців, «Малочелло» зламався навпіл й затонув. О 13:00 «Аскарі», потрапивши на третю міну, вибухнув, розламався на дві частини й швидко затонув. Загинуло 194 члена екіпажа з 247, зокрема Маріо Джеріні, та близько 200—300 німецьких солдатів, що перебувало на борту.
Маріо Джеріні посмертно був нагороджений срібною медаллю «За військову доблесть» та Золотою медаллю «За доблесну службу на флоті»

## Нагороди
- Срібна медаль «За військову доблесть»
- Бронзова медаль «За військову доблесть»
- Хрест «За військові заслуги»
- Офіцер Ордена Корони Італії
- Золота медаль «За доблесну службу на флоті»